# Culicoides crucifer
Culicoides crucifer är en tvåvingeart som beskrevs av Clastrier 1968. Culicoides crucifer ingår i släktet Culicoides och familjen svidknott. Inga underarter finns listade i Catalogue of Life.